# Alen Koludrović
Alen Koludrović, bivši hrvatski košarkaš, danas košarkaški trener Splita. U karijeri igrao za Split i Dalvin. Igrač slavne utakmice KK Splita kad je pod ondašnjim imenom Jugoplastike Split pobijedio Crvenu zvezdu s kadetskim sastavom, jer su ostali igrači bili kažnjeni zbog izgreda na utakmici završnice kupa protiv Partizana.
Kao trener Mislava je udružio snage s Hrvojem Henjakom i Antom Grgurevićem unutar Splitsko-dalmatinske županije, da bi pokrenuli stvari i ostvarili bližu suradnju na dobrobit sporta, odnosno za pokušati stvoriti simbiozu klubova koji igraju u nižim rangovima natjecanja i skrenuti pozornost odgovornih da se o njima treba više brinuti. Koludrović je voditelj projekta županijske selekcije u Splitsko-dalmatinskoj županiji.